# Josep Maria Rovira i Artigues
Josep Maria Rovira i Artigues (Barcelona, Barcelonès, 1902 — 20 de desembre de 1989) fou un poeta català.
Estudià peritatge mercantil i es dedicà als negocis d'importació.
Com a poeta col·laborà a El Dia de Terrassa i Revista de poesia entre d'altres. També va participar diverses vegades als Jocs Florals de Barcelona, guanyant-ne diversos premis.

La seva obra té influències de Carner i de Maragall. La Revista del Centre de Lectura de Reus l'any 1924 parlava així de l'estil de Josep Maria Rovira: 
| «                                                                           | J. M. Rovira Artigas, d'una eurítmia fàcil i dolça en el so de la tonada, i d'un suau abandó a la cadència no exempta d'espurneigs lírics, és també un poeta amable i discretament singular. | » |
| — Revista del Centre de Lectura de Reus, Any: 1924 Núm: 95, 3ª Època, Gener | |   |

## Obres
- Poemes d'amor i de camí (1927)[3]
- L'oreig primaveral (1932)
- A l'ombra de l'amor (1947)
- Balades i sonets (1950)
- Els goigs (1964)
- Cinc Nadals (1967)
- Vint poemes (1968)

Poemes presentats als Jocs Florals de Barcelona
- Cant d'amor i llibertat (1923)
- A una Verge camperola (1924)
- Cants a la terra (1924)
- Poemes del més enllà (1928) (Accèssit a la Viola d'or i d'argent)
- El pas del temps (1929 i 1930) (2n accèssit a la Viola d'or i d'argent el 1930)
- Romiatge en la nit (1929, 1930 i 1931) (1r accèssit a la Viola d'or i d'argent el 1931)
- L'oreig primaveral (1931)
- Carrers vells (1931)